# Codex Eyckensis
Codex Eyckensis är en evangeliebok från 700-talet baserad på två ingående manuskript, handskrifter, som kom att bilda ett konvolut, förmodligen från 1100-talet fram till 1988. Codex Eyckensis är den äldsta boken i Belgien. Boken producerades troligen i skriptoriet i klostret Echternach och har sedan 700-talet förvarats och bevarats inom gränserna för det som idag är kommunen Maaseik.

## Beskrivningar av de två manuskripten
Codex Eyckensis består av två evangelieböcker på totalt 133 pergamentblad som mäter 244 x 183 mm vardera.

### Codex A

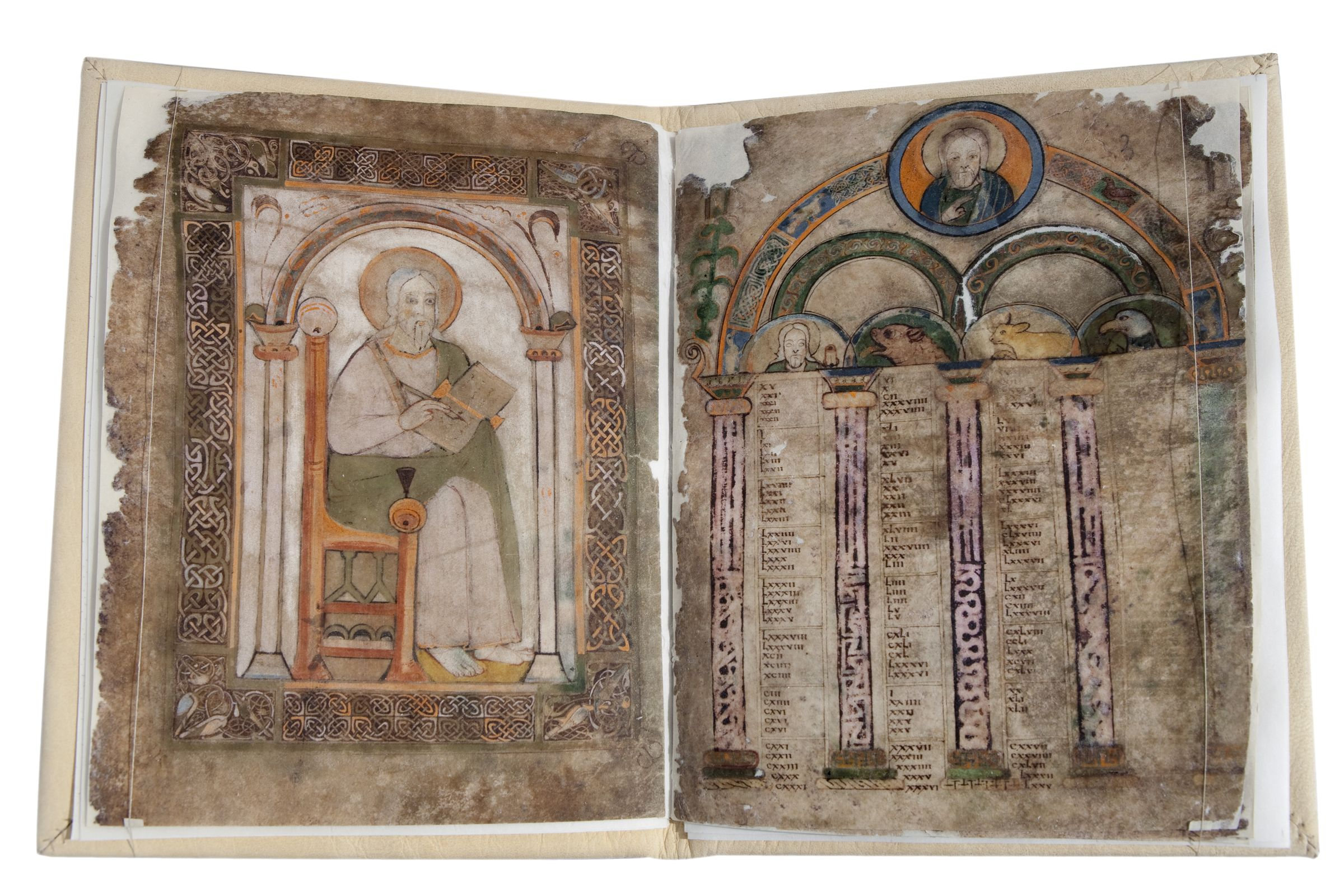
Ett helsidesporträtt av en evangelist samt kanontabeller i Codex Eyckensis A.

Det första manuskriptet, Codex A, är ofullständigt. Det består av fem blad och inleds med ett helsidesporträtt av en evangelist (förmodligen Matteus), följt av en ofullständig uppsättning av åtta kanontabeller. Evangelistporträttet återges i italiensk-bysantinsk stil, som uppenbarligen är relaterad till den i Barberini-evangelierna som för närvarande förvaras i Vatikanbiblioteket (Barberini Lat. 570). Porträttet har en ram av anglosaxiskt knoparbete, jämförbart med dekorationerna i Lindisfarne-evangelierna.
Kanontabellerna ger en översikt över motsvarande passager i de fyra evangelierna. På detta sätt fungerar kanontabellerna som innehållsförteckning och index för att underlätta tillgängligheten till texterna. Kanontabellerna i manuskript A är dekorerade med kolonner och arkader, symbolerna för de fyra evangelisterna och porträtt av helgon.

### Codex B
Det andra manuskriptet, Codex B, innehåller en full uppsättning av tolv kanontabeller och alla fyra gospeltexterna. Kanontabellerna är utsmyckade med kolonner och arkader, skildringar av apostlarna och evangelisternas symboler. Evangelietexterna är skrivna i en rundad form av insulär skrift, som var kännetecknande för brittiska och irländska manuskript från 600- och 700-talet, men användes också på det europeiska fastlandet. Den första versalen i varje stycke har konturer med röda och gula prickar. Texten kopierades av en enda skrivare.
Evangelietexten är en version av Vulgata, mestadels översatt av Hieronymus (Hieronymus av Stridon, 347-420 e. Kr.), med ett antal tillägg och införlivanden. Jämförbara versioner av evangelietexter kan hittas i Book of Kells (Dublin, Trinity College, ms 58), the Book of Armagh (Dublin, Trinity College, ms 52) och Echternach-evangelierna (Paris, BNF, ms Lat.9389).

## Historia (ursprung fram till 1900-talet)

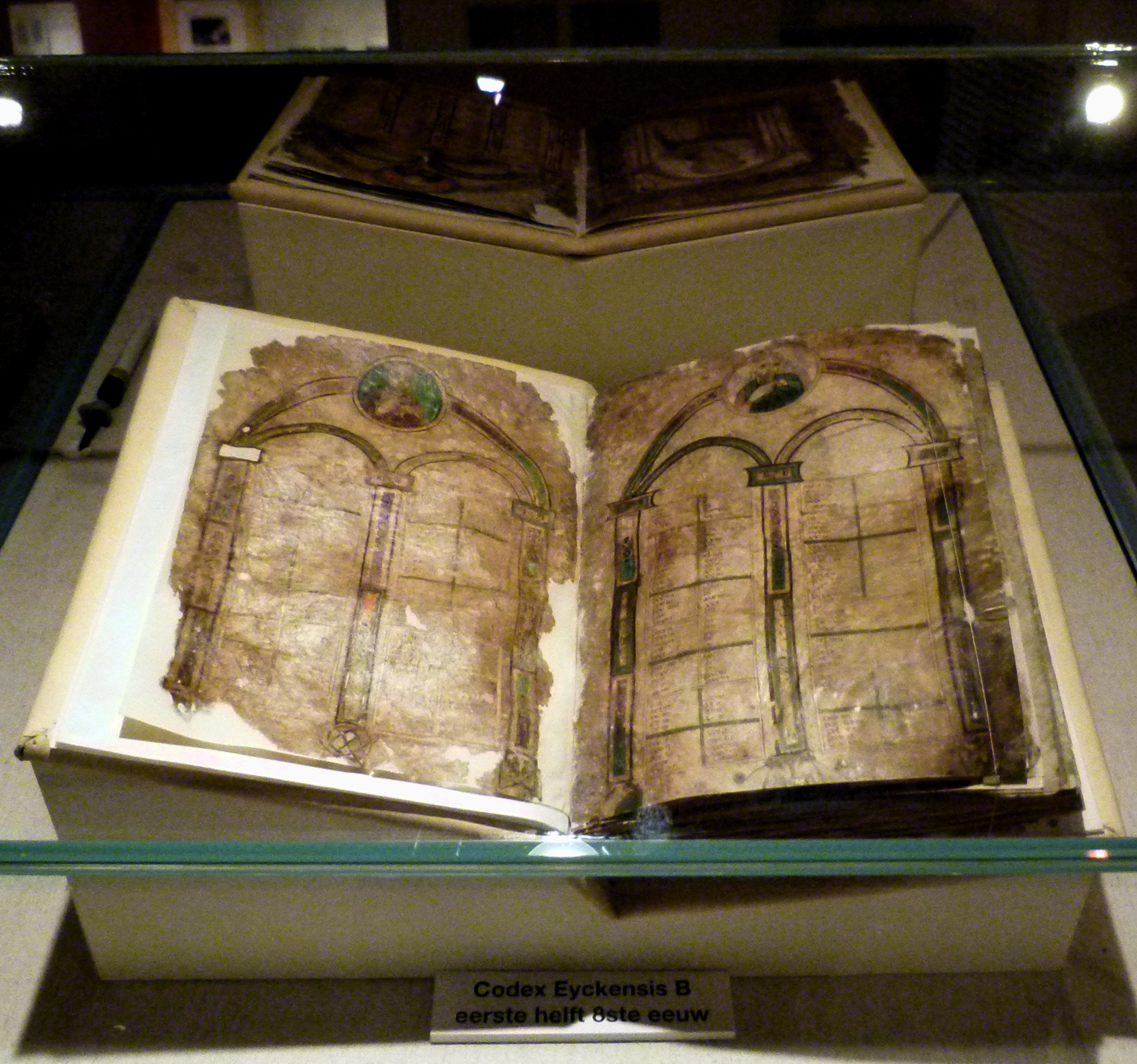
Codex Eyckensis visad i Sint-Catharinakerk (S:a Katarina-kyrkan) i Maaseik.

Codex Eyckensis är från 700-talet och förvarades först vid det tidigare benediktinerklostret Aldeneik, som invigdes år 728 e. Kr. De merovingiska adelspersonerna Adelard, Lord of Denain, och hans hustru Grinuara grundade detta kloster för sina döttrar Harlindis och Relindis i "en liten och oanvändbar skog" nära floden Meuse. Klostret döptes till Eyke ("ek"), efter de ekar som växte där. Senare, när grannbyn Nieuw-Eyke ("ny ek" - dagens Maaseik) växte och blev viktigare, blev namnet på den ursprungliga byn Aldeneik ("gammal ek"). Saint Willibrord invigde Harlindis som första abbedissa av denna religiösa gemenskap. Efter hennes död invigde Saint-Boniface hennes syster Relindis som efterträdare.
Codex Eyckensis användes vid klostret för studier och för att sprida lärdomar om Kristus. Båda evangelieböckerna som nu utgör Codex Eyckensis fördes förmodligen från klostret Echternach till Aldeneik av Saint Willibrord.
De två manuskripten slogs samman till ett band troligen under 1100-talet.
År 1571 övergavs klostret Aldeneik. Från mitten av 900-talet hade de benediktinska nunnorna ersatts av ett kollegialt kapitel med män. Med det ökande hotet om religiösa krig, tog kanikerna sin tillflykt till den muromgärdade staden Maaseik. De tog kyrkskatterna från Aldeneik, inklusive Codex Eyckensis, till Sint-Catharinakerk (S:a Katarina-kyrkan).

## Författarskap

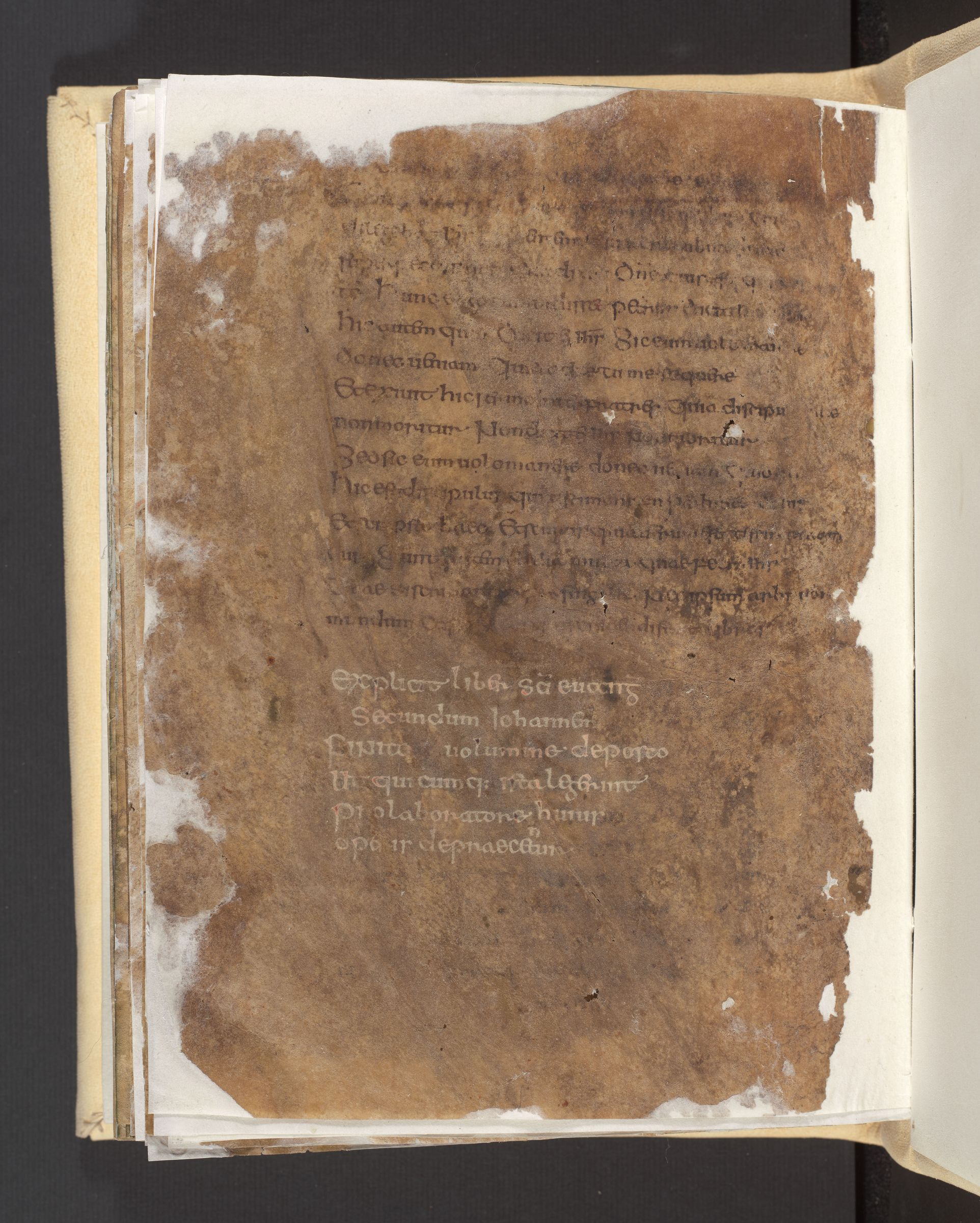
En textsida i Codex B.

I århundraden var man övertygad om att Codex Eyckensis skrevs av Harlindis och Relindis, de första abbedissorna i klostret Aldeneik, vilka senare helgonförklarades. Deras hagiografi skrevs ned under 800-talet av en lokal präst. Denna text nämner att Harlindis och Relindis också hade skrivit en evangeliebok. Under 800-talet blev kulten av relikerna efter de heliga systrarna allt viktigare och inbegrep även respekten för Codex Eyckensis, som inspirerade till djup vördnad som ett arbete utfört av Harlindis och Relindis själva.
De sista raderna i det andra manuskriptet motbevisar dock detta uttryckligen: Finito volumine deposco ut quicumque ista legerint pro laboratore huius operis depraecentur (Vid slutförandet av denna volym, ber jag alla som läser detta att be för den arbetare som gjorde detta manuskript). Den manliga formen laborator ("arbetare") visar tydligt att den person som skrev manuskriptet var en man.
En jämförande analys som gjordes 1994 av Albert Derolez (Gents universitet) och Nancy Netzer (Boston College) har visat att manuskript A och manuskript B båda är från samma period, att det är mycket troligt att båda skapades vid skriptoriet vid klostret Echternach och att de även kan ha producerats av samma skrivare.

## Försök till bevarande och restaurering 1957
År 1957 gjordes ett försök att bevara och återställa Codex Eyckensis av Karl Sievers, en konservator från Düsseldorf. Han avlägsnade och förstörde den röda sammetsbindningen från 1700-talet och laminerade sedan manuskriptets alla blad med Mipofolie. Mipofolie är en polyvinylkloridfolie (PVC), externt mjukgjord med dioktylftalat. Med tidens gång producerade denna folie saltsyra som angrep pergamentet och hade en gulnande effekt på själva folien. Transparensen och färgen på pergamentet påverkades, och polymerer som fanns i folien kunde migrera till pergamentet och göra det skört. Efter lamineringen band Sievers om boken. För att kunna göra detta, skar han bort hörnen av bladen, vilket resulterade i att fragment av informationen gick förlorade.

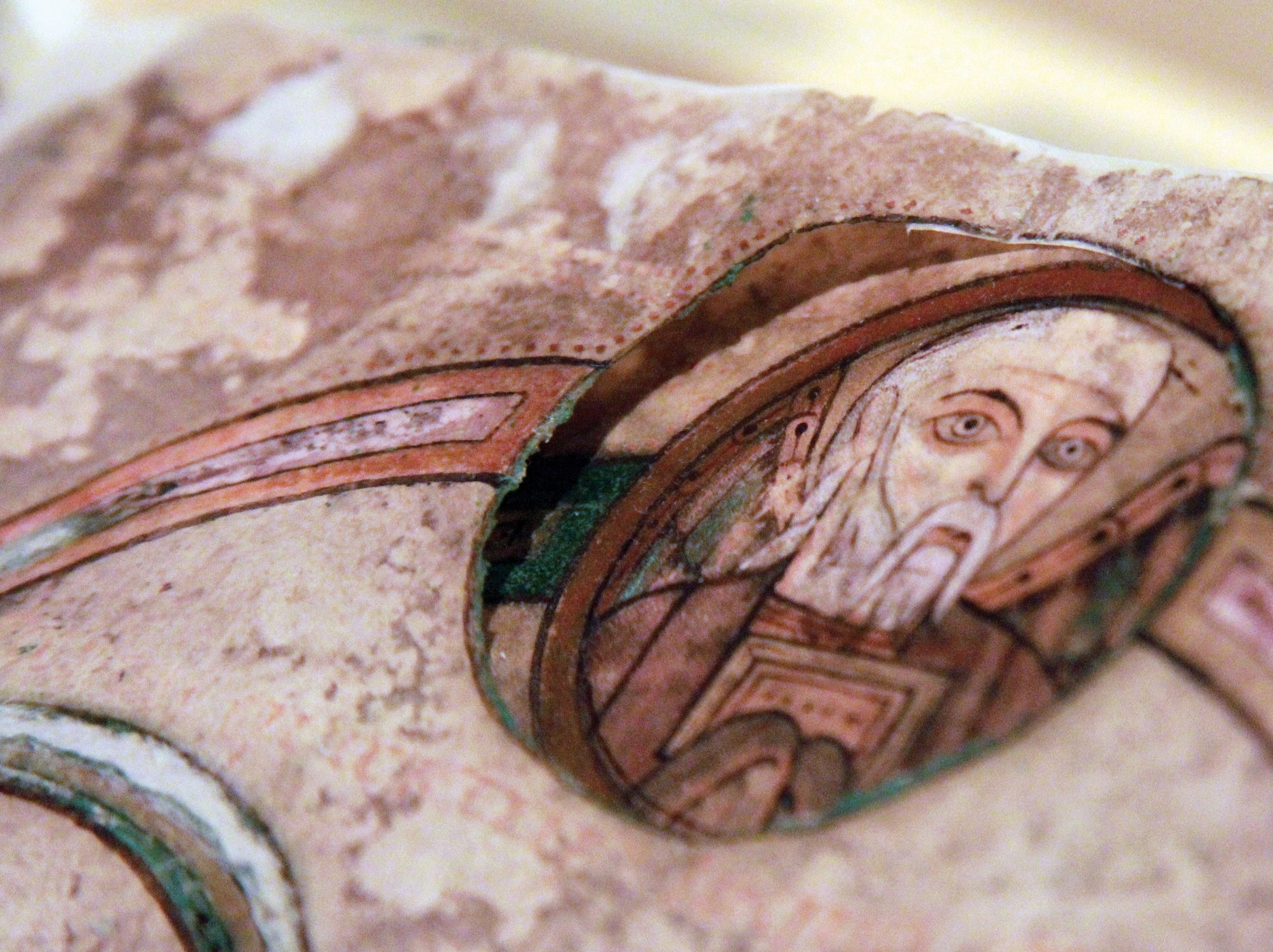
Detalj ur Codex B.

Vid ett nytt, omfattande restaureringsansförsök mellan 1987 och 1993 togs Mipofolie-lamineringen minutiöst bort av en grupp från belgiska kungliga institutet för kulturarvet, ledd av kemisten Dr Jan Wouters. För restaureringen av bladen efter avlägsnandet av laminatet utvecklades en ny bladinkapslingsteknik för pergament. För att slutföra restaureringen bands de två ingående manuskripten i boken nu separat.

## Dokumentation och digitalisering
Den äldsta fotodokumentationen av Codex Eyckensis härstammar från cirka 1916 (Bildarchiv Marburg). I samband med restaureringen fotograferades manuskriptet på det belgiska kungliga institutet för kulturarvet (KIK-IRPA). En faksimil publicerades 1994.
År 2015 digitaliserades Codex Eyckensis på plats i Sint-Catharinakerk av Imaging Lab och Illuminare - Centrum för studier av medeltida konst | KU Leuven. Projektet leddes av professor Lieve Watteeuw. De högupplösta bilderna har gjorts tillgängliga på nätet i samarbete med LIBIS (KU Leuven).
Codex Eyckensis erkändes och skyddades som fast arv 1986. År 2003 erkändes Codex Eyckensis som ett flamländskt mästerverk.

## Aktuell forskning
Under 2016–2017 studerar en forskargrupp från Illuminare - Centrum för studier av medeltida konst | KU Leuven (professor Lieve Watteeuw) och det belgiska kungliga institutet för kulturarvet (Dr. Marina Van Bos) återigen Codex Eyckensis.